# یوردان بوزدانسکی
یوردان بوزدانسکی (بلغاری: Йордан Боздански؛ زادهٔ ۷ اکتبر ۱۹۶۴) بازیکن فوتبال اهل بلغارستان است.
از باشگاه‌هایی که در آن بازی کرده است می‌توان به باشگاه فوتبال لاس پالماس اشاره کرد.
وی همچنین در تیم ملی فوتبال بلغارستان بازی کرده است.